# آکمی سوگیاما
آکمی سوگیاما (ژاپنی: 杉山 明美؛ زادهٔ ۱ مارس ۱۹۶۵) بازیکن والیبال زن اهل ژاپن بود.